# 巴瑟洛内特
巴瑟洛内特（法語：Barcelonnette，發音：[baʁsəlɔnɛt] ⓘ），法国东南部城市，普罗旺斯-阿尔卑斯-蔚蓝海岸大区上普罗旺斯阿尔卑斯省的一个市镇，同时也是该省的一个副省会，下辖巴瑟洛内特区，其市镇面积为16.42平方公里，2022年1月1日时人口数量为2,528人，在法国市镇中排名第4,275位。
巴瑟洛内特位于上普罗旺斯阿尔卑斯省东北部，阿尔卑斯山中南段腹地，于拜河谷内，是一个区域性的中心城市。法国政治家保罗·雷诺出生于此地。

## 地名来源
巴瑟洛内特一名最初于公元1200年以“Barcilona”的形式被记载，该名称当中的“Bar”和“Cil”两个词构出自古凯尔特语，分别意为“岩石”和“高地”，该名称可能与当地的自然地理特征有关。
因翻译标准不同，“Barcelonnette”在《世界地名翻译大辞典》、《世界地名译名词典》、《法国地图册》以及中文谷歌地图等汉语资料中被译为巴斯洛内特，此外亦有部分资料将其译为巴尔瑟洛内特。
巴瑟洛内特所在区域历史上曾通行奥克语，“Barcelonnette”在奥克语维基百科中对应的拼写为“Barcilona”，在Openstreetmap当中的拼写则为“Barcilona de Provença”。

## 历史

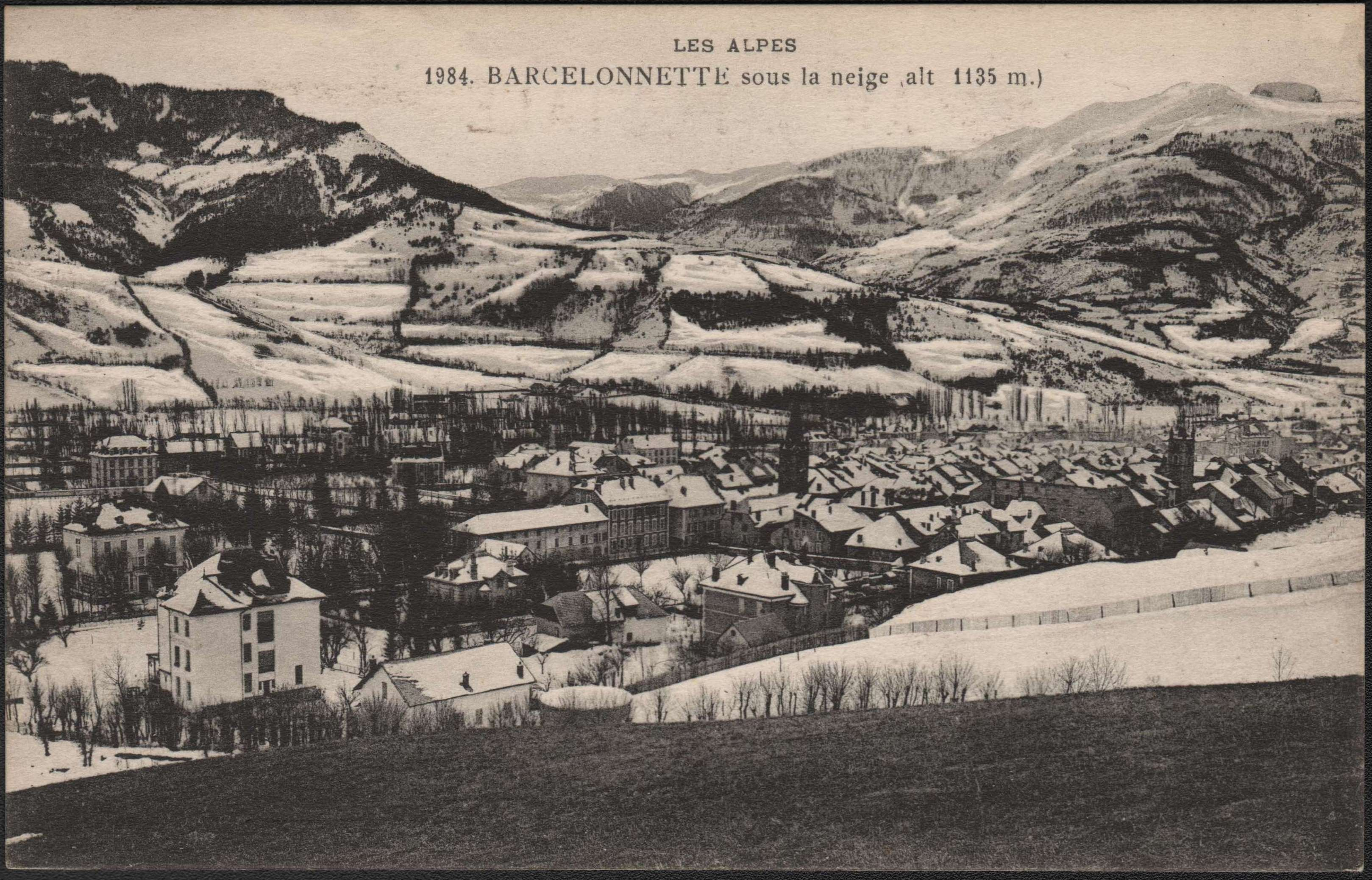
20世纪初的巴瑟洛内特

根据当地官方网站的论述，巴瑟洛内特的城建史始于公元1231年，彼时该地为普罗旺斯公国的一部分，公爵雷蒙-贝伦格四世为巩固其在公国范围内的统治地位，在于拜河畔新建了一座城池。1316年，巴瑟洛内特境内出现一处多米尼加教会。14世纪末至15世纪中后期，巴瑟洛内特及其所处的于拜河谷长期处于普罗旺斯公爵与萨瓦公爵的争夺之中。意大利战争期间，查理五世曾率领神圣罗马帝国军队攻占普罗旺斯，并在阿尔卑斯山南段与弗朗索瓦一世军队展开激烈交战。1559年，根据《卡托-康布雷西和约》，巴瑟洛内特被西班牙哈布斯堡控制。1646年，巴瑟洛内特建成了一处神父学院。宗教战争及西班牙王位继承战争期间，巴瑟洛内特遭到严重破坏。1713年，根据《乌得勒支和约》，巴瑟洛内特被划入法兰西王国，成为多菲内行省的一部分。法国大革命后，巴瑟洛内特成为下阿尔卑斯省（1970年更名为“上普罗旺斯阿尔卑斯省”）的一个市镇，并在1790至1795年间成为该省的一个地区行署，后改制为副省会。18世纪初，来自于拜河谷的阿尔诺兄弟前往墨西哥并在该地成为商人，此举使得巴瑟洛内特及附近区域大批居民移民或前往墨西哥工作。一些居民在获得财富后重返巴瑟洛内特，并在此修建了带有中美洲风格的豪宅或庄园。第二次世界大战期间，巴瑟洛内特曾出现了多个抵抗运动组织。自20世纪60年代起，以滑雪为主要项目的旅游业成为巴瑟洛内特地区的重要经济支柱。

## 地理

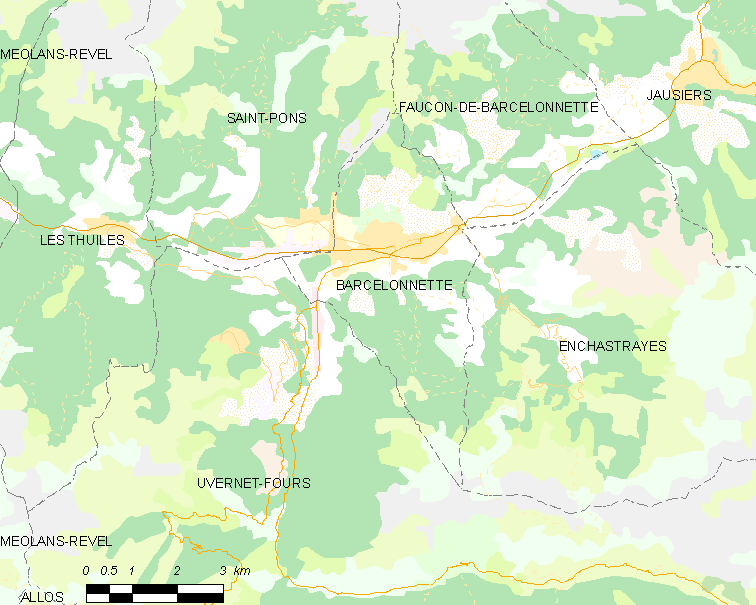
巴瑟洛内特市镇范围地图

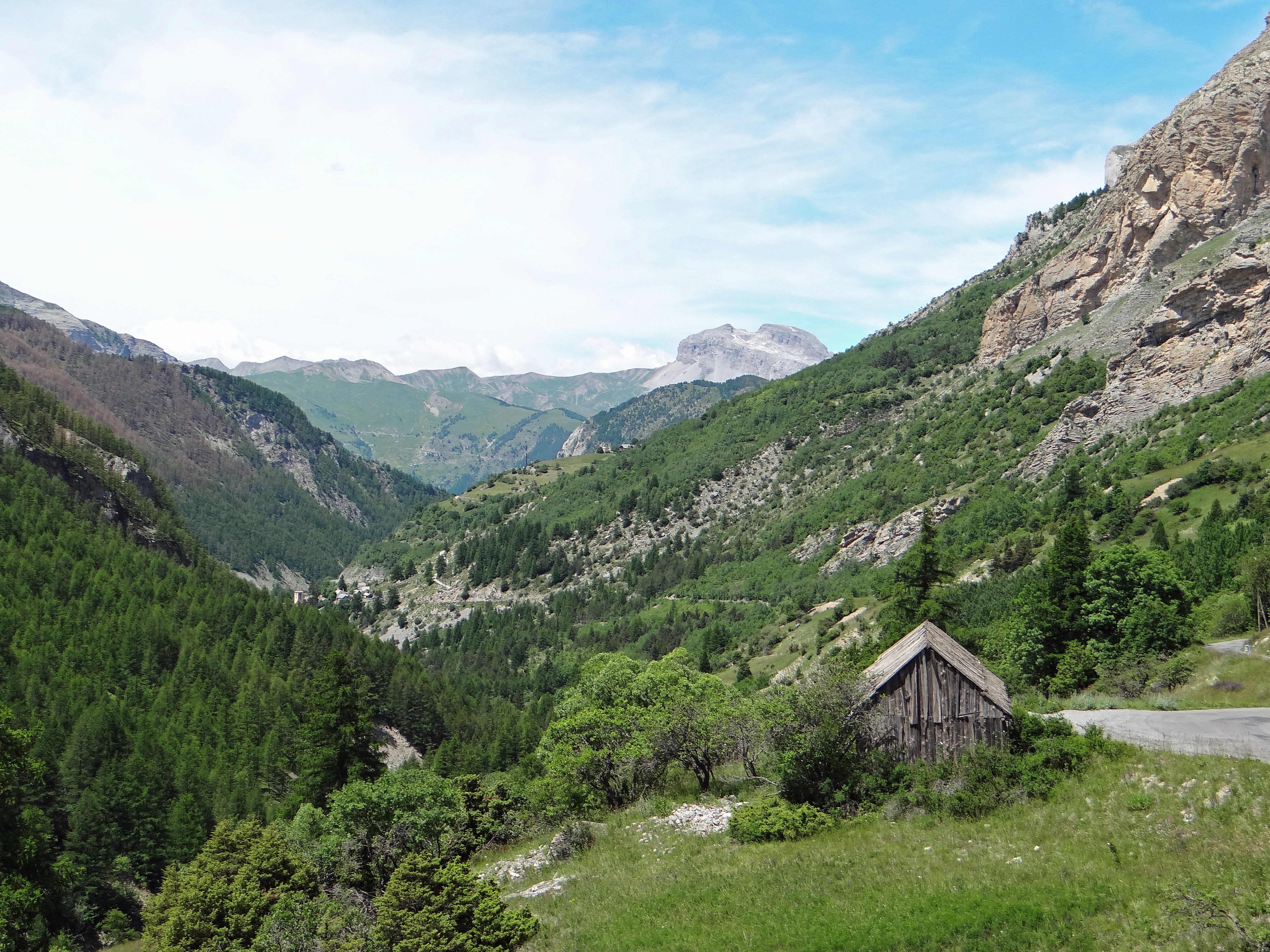
巴瑟洛内特附近的一处山谷

巴瑟洛内特位于法国东南部，普罗旺斯-阿尔卑斯-蔚蓝海岸大区东北部和上普罗旺斯阿尔卑斯省东北部，距离省会迪涅莱班大约81公里。与巴瑟洛内特接壤的市镇包括：昂沙斯特赖、福孔德巴瑟洛内特、圣庞斯、于韦尔内富尔。

### 地形
巴瑟洛内特位于阿尔卑斯山中南段的一处河谷内，境内以山地为主，市镇中心地势较为平坦，南北两侧分别为梅康图尔-阿真泰拉山脉和帕尔帕永山，全境海拔在1115到2680米之间。

### 水文
巴瑟洛内特位于罗讷河流域范围内，于拜河自东向西流经巴瑟洛内特镇中心。

### 植被
巴瑟洛内特属于温带阔叶混交林区，林地散落分布于市镇范围内的多个街区。
在鲜花城市的评比中，巴瑟洛内特被评为1星级鲜花城市。

### 气候
巴瑟洛内特在柯本气候分类法中属于山地气候。
巴瑟洛内特境内设有气象站，以下为该气象站的数据：
| 巴瑟洛内特 1981年－2019年 | 巴瑟洛内特 1981年－2019年 | 巴瑟洛内特 1981年－2019年 | 巴瑟洛内特 1981年－2019年 | 巴瑟洛内特 1981年－2019年 | 巴瑟洛内特 1981年－2019年 | 巴瑟洛内特 1981年－2019年 | 巴瑟洛内特 1981年－2019年 | 巴瑟洛内特 1981年－2019年 | 巴瑟洛内特 1981年－2019年 | 巴瑟洛内特 1981年－2019年 | 巴瑟洛内特 1981年－2019年 | 巴瑟洛内特 1981年－2019年 | 巴瑟洛内特 1981年－2019年 |
| 月份                      | 1月                       | 2月                       | 3月                       | 4月                       | 5月                       | 6月                       | 7月                       | 8月                       | 9月                       | 10月                      | 11月                      | 12月                      | 全年                      |
| ------------------------- | ------------------------- | ------------------------- | ------------------------- | ------------------------- | ------------------------- | ------------------------- | ------------------------- | ------------------------- | ------------------------- | ------------------------- | ------------------------- | ------------------------- | ------------------------- |
| 历史最高温 °C（°F）       | 17.6 (63.7)               | 20.2 (68.4)               | 24 (75)                   | 27.7 (81.9)               | 30.5 (86.9)               | 33 (91)                   | 34.9 (94.8)               | 34 (93)                   | 32.1 (89.8)               | 26.8 (80.2)               | 21.4 (70.5)               | 17.1 (62.8)               | 34.9 (94.8)               |
| 平均高温 °C（°F）         | 5.9 (42.6)                | 7.6 (45.7)                | 11.6 (52.9)               | 14 (57)                   | 18.7 (65.7)               | 22.8 (73.0)               | 25.9 (78.6)               | 25.4 (77.7)               | 21 (70)                   | 16.1 (61.0)               | 9.8 (49.6)                | 6 (43)                    | 15.4 (59.7)               |
| 日均气温 °C（°F）         | −1.3 (29.7)               | 0.1 (32.2)                | 3.9 (39.0)                | 6.8 (44.2)                | 11.1 (52.0)               | 14.5 (58.1)               | 17.1 (62.8)               | 16.6 (61.9)               | 13 (55)                   | 8.8 (47.8)                | 3.3 (37.9)                | −0.4 (31.3)               | 7.8 (46.0)                |
| 平均低温 °C（°F）         | −8.5 (16.7)               | −7.4 (18.7)               | −3.8 (25.2)               | −0.4 (31.3)               | 3.5 (38.3)                | 6.2 (43.2)                | 8.2 (46.8)                | 7.9 (46.2)                | 4.9 (40.8)                | 1.6 (34.9)                | −3.3 (26.1)               | −6.8 (19.8)               | 0.2 (32.4)                |
| 历史最低温 °C（°F）       | −24.8 (−12.6)             | −25 (−13)                 | −20 (−4)                  | −11.2 (11.8)              | −6.5 (20.3)               | −4.1 (24.6)               | −0.1 (31.8)               | −2.5 (27.5)               | −4.3 (24.3)               | −13 (9)                   | −18.5 (−1.3)              | −23.6 (−10.5)             | −25 (−13)                 |
| 平均降水量 mm（）         | 45.2 (1.78)               | 35.7 (1.41)               | 41.8 (1.65)               | 66 (2.6)                  | 63.7 (2.51)               | 58.6 (2.31)               | 42.7 (1.68)               | 51.1 (2.01)               | 67.6 (2.66)               | 82.8 (3.26)               | 66.9 (2.63)               | 59 (2.3)                  | 681.1 (26.81)             |
| 月均日照時數              | 176.7                     | 178                       | 220.1                     | 216                       | 238.7                     | 276                       | 331.7                     | 313.1                     | 231                       | 192.2                     | 156                       | 161.2                     | 2,690.7                   |
| 来源：infoclimat.fr       |                           |                           |                           |                           |                           |                           |                           |                           |                           |                           |                           |                           |                           |

## 行政区划
巴瑟洛内特的市镇编号为04019，邮政编号为04400。
在行政管理方面，巴瑟洛内特隶属于法国普罗旺斯-阿尔卑斯-蔚蓝海岸大区上普罗旺斯阿尔卑斯省，同时也是该省的一个副省会，下辖巴瑟洛内特区；在地方选举方面，巴瑟洛内特是巴瑟洛内特县的中央投票站所在地，其市镇范围全境被划入上普罗旺斯阿尔卑斯省第二选区；在社会管理方面，巴瑟洛内特是于拜-塞尔蓬松谷市镇公共社区的办公驻地。
法国国家统计与经济研究所（简称）在进行数据统计时，将巴瑟洛内特及相邻的另外一个市镇设为巴瑟洛内特城市核心区（Unité urbaine de Barcelonnette），并将包括核心区在内的周边共4个市镇划为巴瑟洛内特城市区（Aire urbaine de Barcelonnette）。自2020年起，巴瑟洛内特城市区被包含11个市镇的巴瑟洛内特城市辐射区代替。此外，还将巴瑟洛内特市镇整体看作一个“块区”（IRIS），以便于统计人口分布情况。

## 交通

### 公路
上普罗旺斯阿尔卑斯省省道D9线、D900线和D902线在巴瑟洛内特境内交汇。普罗旺斯-阿尔卑斯-蔚蓝海岸大区下属的城际客运提供巴士线路，可前往加普、迪涅莱班、马赛等地。
| 付费 | 62 |

| 迪涅莱班 | 82 |

| 加普 | 67 |

| 吉耶斯特尔 | 51 |

2019年，31.2%的巴瑟洛内特家庭拥有至少一辆私人汽车。2019年，巴瑟洛内特境内共发生各类交通事故3起，造成5人受伤。

### 铁路
距离巴瑟洛内特最近的客运铁路车站为57公里外的绍尔日站，该站停靠往返于马赛和布里扬松一线的区域列车，并停靠前往巴黎的夜班城际列车。

### 航空
巴瑟洛内特市区西部建有巴瑟洛内特-圣庞斯飞行场，供救援、商务及当地航空俱乐部使用。
距离巴瑟洛内特最近的民用航空站为尼斯蔚蓝海岸机场，距离巴瑟洛内特市中心的公路里程约139公里。

### 城市公共交通
截至2022年10月，巴瑟洛内特暂无城市公共交通系统。

## 政治

### 市政内阁

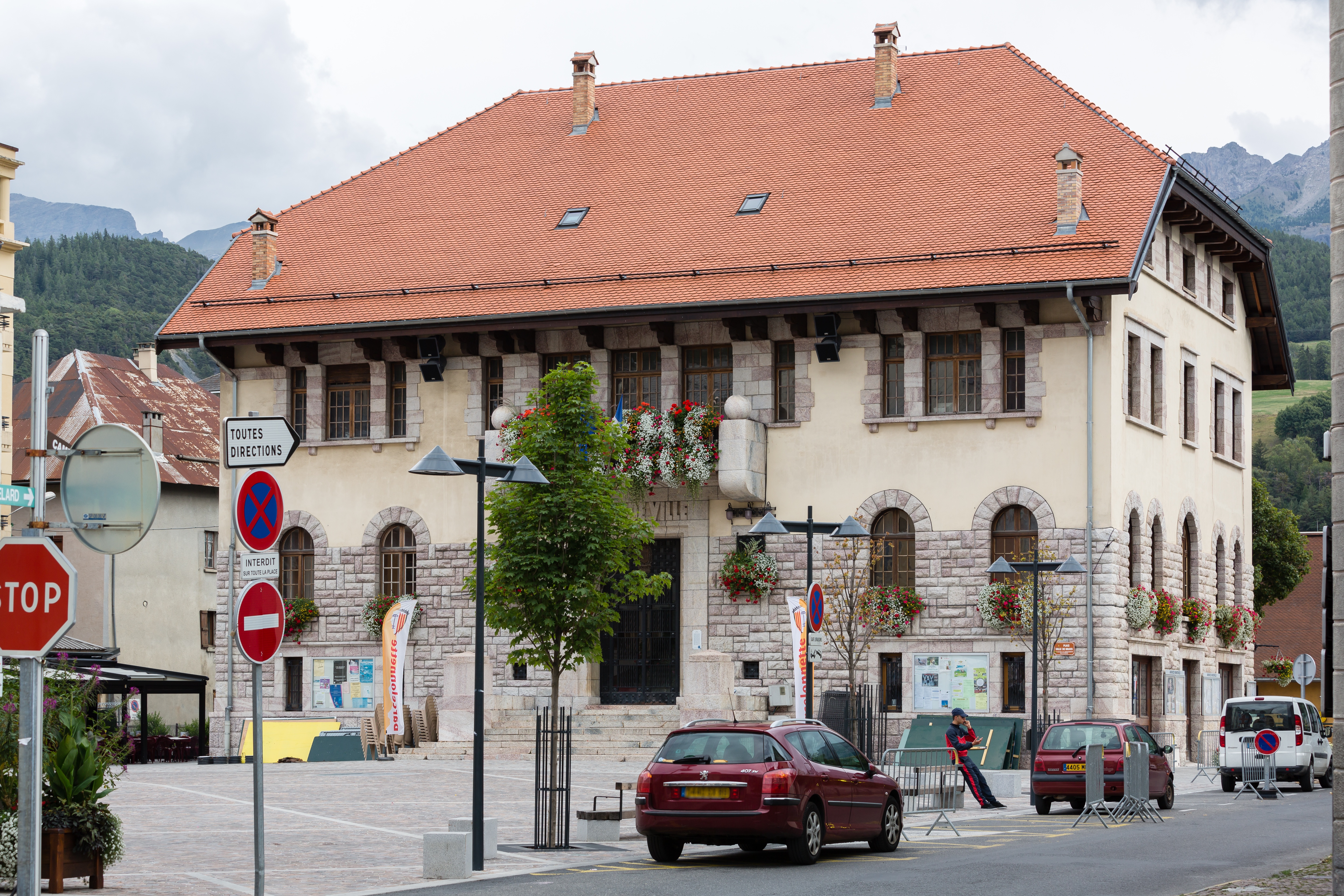
巴瑟洛内特市政厅

巴瑟洛内特的现任市长为索菲·瓦吉奈-里库尔女士（Sophie VAGINAY RICOURT），她是共和党的一名成员，在2020年的市政选举中获得了51.37%的支持率。
| 巴瑟洛内特历届市长       | 巴瑟洛内特历届市长                             | 巴瑟洛内特历届市长          |
| 任期                     | 市长                                           | 党派                        |
| ------------------------ | ---------------------------------------------- | --------------------------- |
| 1944年－1945年           | Émile AUBERT 埃米尔·奥布尔                     | SFIO工人国际法国支部        |
| 1945年－1947年           | René CHABRE 勒内·沙布尔                        | 無黨籍                      |
| 1947年－1952年           | Roger DIET 罗歇·迪耶                           | RPF法国人民联盟             |
| 1952年－2001年间资料暂缺 |                                                |                             |
| 2001年－2008年           | Jean CHABRE 让·沙布尔                          | PS社会党                    |
| 2008年－2014年           | Jean-Pierre AUBERT 让-皮埃尔·奥贝尔            | PS社会党                    |
| 2014年－2020年           | Pierre MARTIN-CHARPENEL 皮埃尔·马丁-沙尔珀内尔 | DVD右翼无党派人士           |
| 2020年－                 | Sophie VAGINAY RICOURT 索菲·瓦吉奈-里库尔      | DVD右翼无党派人士 →LR共和黨 |

### 各级选举
| 巴瑟洛内特历届投票选举结果 | 巴瑟洛内特历届投票选举结果     | 巴瑟洛内特历届投票选举结果 | 巴瑟洛内特历届投票选举结果 | 巴瑟洛内特历届投票选举结果   | 巴瑟洛内特历届投票选举结果 | 巴瑟洛内特历届投票选举结果 | 巴瑟洛内特历届投票选举结果   | 巴瑟洛内特历届投票选举结果 | 巴瑟洛内特历届投票选举结果 |
| 选举项目                   | 选举范围                       | 选区单位                   | 选区单位内的选举结果       | 选区单位内的选举结果         | 选区单位内的选举结果       | 选区单位内的选举结果       | 选区单位内的选举结果         | 选区单位内的选举结果       | 参考资料                   |
| 选举项目                   | 选举范围                       | 选区单位                   | 第一轮胜出者               | 第一轮胜出者                 | 支持率                     | 第二轮胜出者               | 第二轮胜出者                 | 支持率                     | 参考资料                   |
| -------------------------- | ------------------------------ | -------------------------- | -------------------------- | ---------------------------- | -------------------------- | -------------------------- | ---------------------------- | -------------------------- | -------------------------- |
| 2017年法國總統選舉         | 法國                           | 市镇                       |                            | 弗朗索瓦·菲永                | 28.32%                     |                            | 埃马纽埃尔·马克龙            | 64.1%                      | [ 31 ]                     |
| 2017年法国立法选举         | 上普罗旺斯阿尔卑斯省第二选区   | 市镇                       |                            | 克里斯托夫·卡斯塔内尔        | 50.24%                     |                            | 克里斯托夫·卡斯塔内尔        | 69.9%                      | [ 31 ]                     |
| 2019年欧洲议会选举         | 法國                           | 市镇                       |                            | 娜塔莉·卢瓦索                | 24.86%                     | （不适用）                 | （不适用）                   | （不适用）                 | [ 33 ]                     |
| 2021年法国省级选举         | 上普罗旺斯阿尔卑斯省           | 县                         |                            | 伊丽莎白·雅克 让-米歇尔·特龙 | 60.94%                     |                            | 伊丽莎白·雅克 让-米歇尔·特龙 | 61.61%                     | [ 34 ]                     |
| 2021年法国省级选举         | 上普罗旺斯阿尔卑斯省           | 市镇                       |                            | 伊丽莎白·雅克 让-米歇尔·特龙 | 68.94%                     |                            | 伊丽莎白·雅克 让-米歇尔·特龙 | 68.87%                     | [ 34 ]                     |
| 2021年法国大区选举         | 普罗旺斯-阿尔卑斯-蔚蓝海岸大区 | 市镇                       |                            | 雷诺·米瑟利埃                | 48.63%                     |                            | 雷诺·米瑟利埃                | 72.77%                     | [ 35 ]                     |
| 2022年法国总统选举         | 法國                           | 市镇                       |                            | 埃马纽埃尔·马克龙            | 27.15%                     |                            | 埃马纽埃尔·马克龙            | 57.11%                     | [ 31 ]                     |
| 2022年法国立法选举         | 上普罗旺斯阿尔卑斯省第二选区   | 市镇                       |                            | 克里斯托夫·卡斯塔内尔        | 39.77%                     |                            | 克里斯托夫·卡斯塔内尔        | 55.8%                      | [ 31 ]                     |

## 人口
2019年，巴瑟洛内特市镇人口数量为2,564，在法国排名第4,275位。其中男性1,253人，女性1,311人，75岁及以上人口占11.2%，外籍人口数量为153人，人口密度为156人/平方公里，当地居民被称为。2020年，巴瑟洛内特境内出生23人，死亡人口46人。
| 巴瑟洛内特1901年－2019年人口变化情况 |
|                                      |
| 数据来源：Cassini、INSEE             |

## 经济
巴瑟洛内特是一个区域性的中心城市。截止2022年10月，巴瑟洛内特市镇范围内共有各类用人单位（包含自雇）996家，平均历史为18年，其中99.64%为中小型企业（PME），2022年8月至10月间，当地的经济活力指数为0.2%。（零售）、（酒店接待）及（财会）是当地2021年营业额最高的三个企业，分别为11,138,209欧元、346,081欧元和190,000欧元。

## 财政与居民收入
2020年，巴瑟洛内特的财政收入总额为4,488,400欧元，财政支出总额为3,909,740欧元，当年的债务总额为4,681,220欧元。2021年，巴瑟洛内特市镇共获得1,435,034欧元的国家财政补助，比上一年增加了1.15%。
2020年，巴瑟洛内特的人均月收入总额为1,898欧元，其中高级职员为3,089欧元，低于法国平均水平（4,230欧元）；中级职员为2,109欧元，低于法国平均水平（2,411欧元）；普通职员为1,636欧元，亦于法国平均水平（1,740欧元）。
2019年，巴瑟洛内特境内的青壮年（15至64岁）失业率为10.9%，当地45.6%的家庭拥有纳税资格，平均纳税2,262欧元，低于法国平均水平（3,910欧元）。

## 社会事务

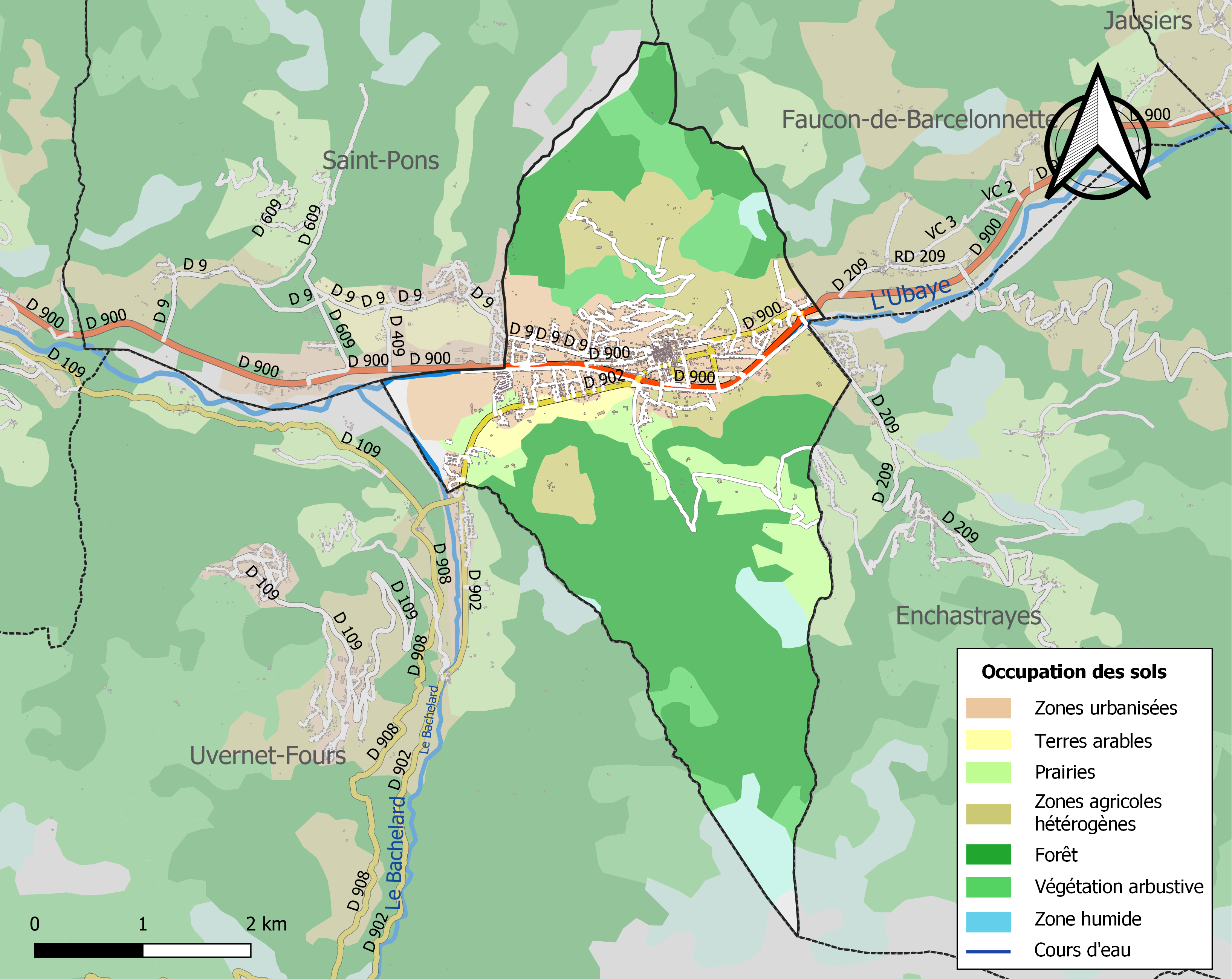
巴瑟洛内特土地利用情况地图

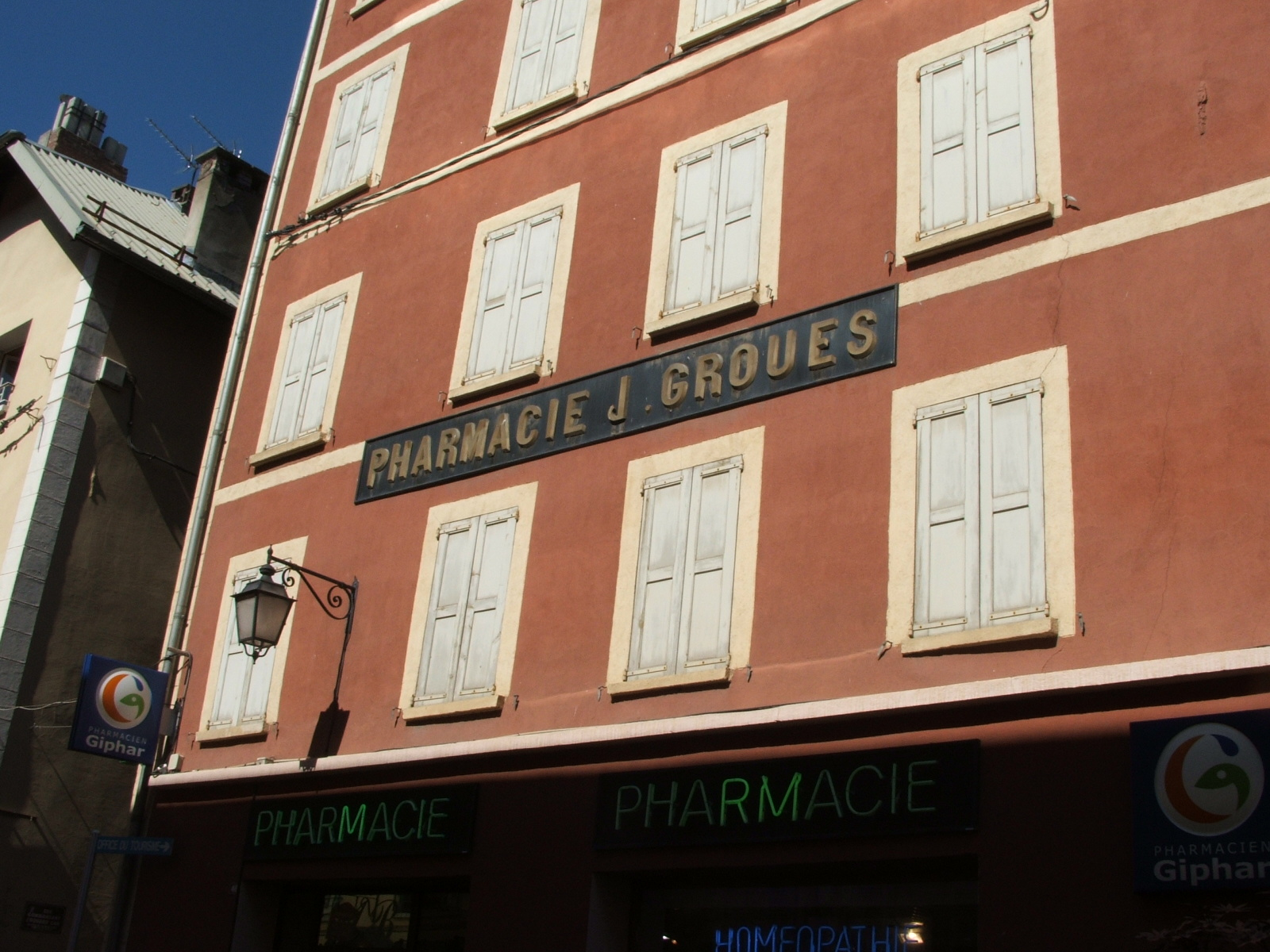
巴瑟洛内特的一处药房

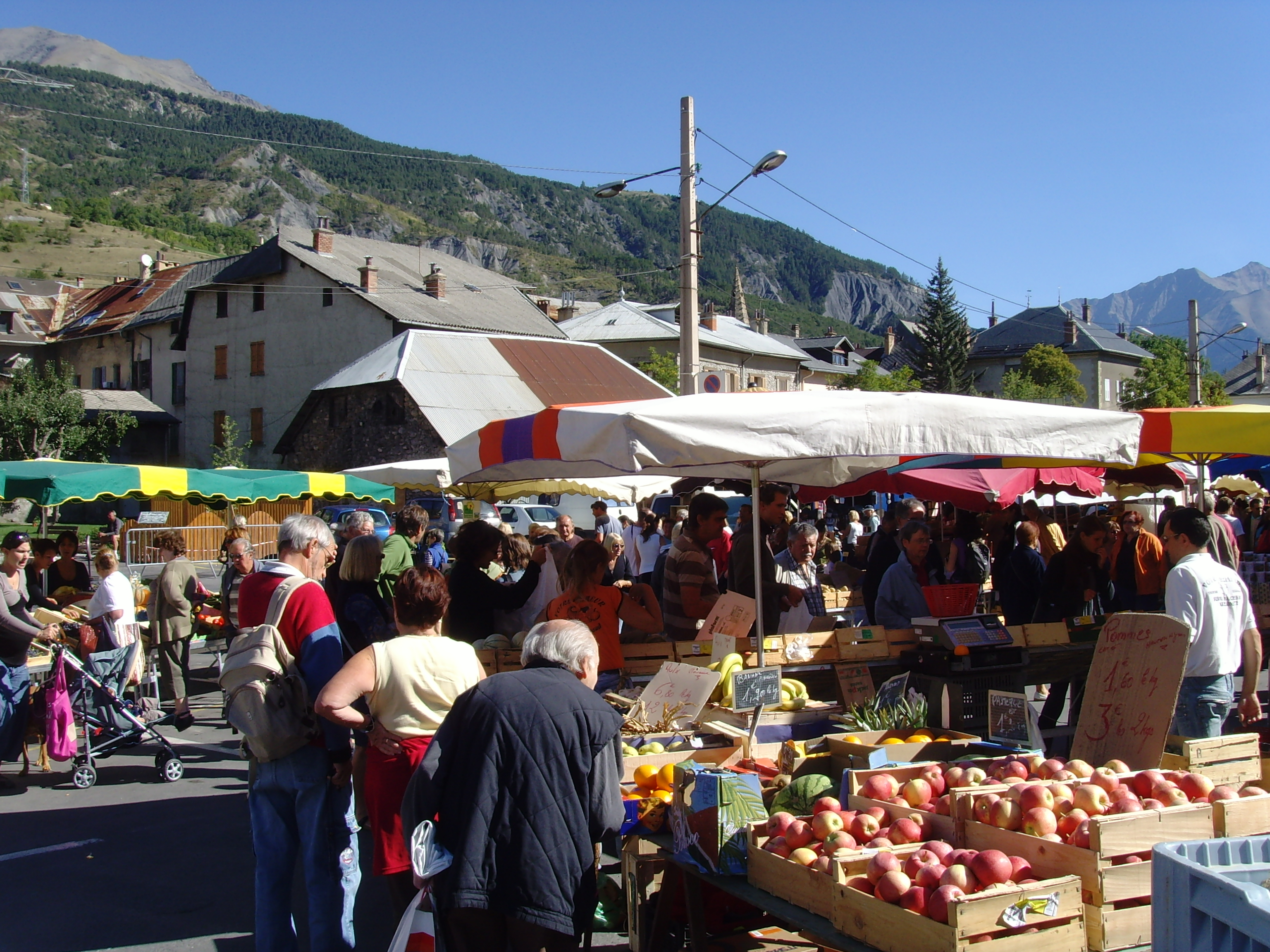
巴瑟洛内特镇中心的露天集市

### 教育
巴瑟洛内特属于艾克斯-马赛学区。截止2021年1月1日，巴瑟洛内特境内共有1所幼儿园、2所小学、1所初级中学和1所普通高中。2018至2019学年度，巴瑟洛内特境内共有在校中等教育阶段学生529名。

### 医疗
截止2021年1月1日，巴瑟洛内特境内共有全科医生8名、保健师15名、牙医2名、护士12名、眼科医生3名、皮肤科医生1名、助产士2名和妇科医生1名。境内共有药房2家。
巴瑟洛内特地方医院（Hôpital local de Barcelonnette）是法国的一个区域性医疗机构，其主病区位于巴瑟洛内特市区，设有床位64个，是当地规模最大的公立综合性医院。

### 住房
2019年，巴瑟洛内特境内共有各类住房3,470套，其中24.6%为独立式居民区，75.1%为集中式居民区。常住房屋占巴瑟洛内特市镇范围内居民建筑总量的40.1%。
在住房保障政策方面，2021年，巴瑟洛内特境内共有323户家庭获得了住房经济补助，受益人数占总人口数量的12.6%，其中317份为房租补助。

### 商业
2021年，巴瑟洛内特境内共有各类实体商铺144家，其中餐厅31家、大型超市1家、杂货店2家、面包房6家、肉铺1家、书店1家、装饰品店2家、银行门店4家、美容美发店7家、汽车维修店6家。镇中心建有一家家乐福超市；市区西部的圣庞斯境内建有开放式商业街区，有Lidl、Casino等购物商场。

### 体育
2021年，巴瑟洛内特境内共有1家游泳池、2间体育馆、1座综合体育场、6处网球场、1处足球或橄榄球场、1处篮球或排球场以及1处高尔夫球场。
截至2022年10月，巴瑟洛内特足球俱乐部（Barcelonnette Football Club，编号527273）是巴瑟洛内特境内唯一的一家注册足球俱乐部，其主队2022至2023赛季参加上普罗旺斯阿尔卑斯足球联赛乙组（法国第十级别），其主场为莱奥·西尼奥雷市政球场（Stade Municipal Léon Signoret）。
1975年环法自行车赛的第16赛段曾将巴瑟洛内特设为起点。

### 环境
巴瑟洛内特的环境事务由其所属的于拜-塞尔蓬松谷市镇公共社区联合各级政府协调负责。2021年，巴瑟洛内特境内暂无污染企业。

### 治安
2021年，巴瑟洛内特市镇范围内有1处宪兵队。
巴瑟洛内特国家宪兵队（zone gendarmerie de Barcelonnette）的管辖范围共包括22个市镇。2020年，该宪兵队累计记录各类案件499起，其中盗窃类案件194起，经济类案件84起，毒品交易类案件51起。

## 文化
2021年，巴瑟洛内特境内共有1家电影院和1家博物馆。巴瑟洛内特市政府提供多媒体中心，每周一至六向公众开放。

### 建筑
巴瑟洛内特境内有多处历史建筑，其中蓝房、卡尔迪纳利斯塔等为法国国家文物保护单位，此外圣伯多禄教堂（Église Saint-Pierre-ès-liens de Barcelonette）以及河谷博物馆（Musée de la Vallée）等亦是当地的地标性建筑物。

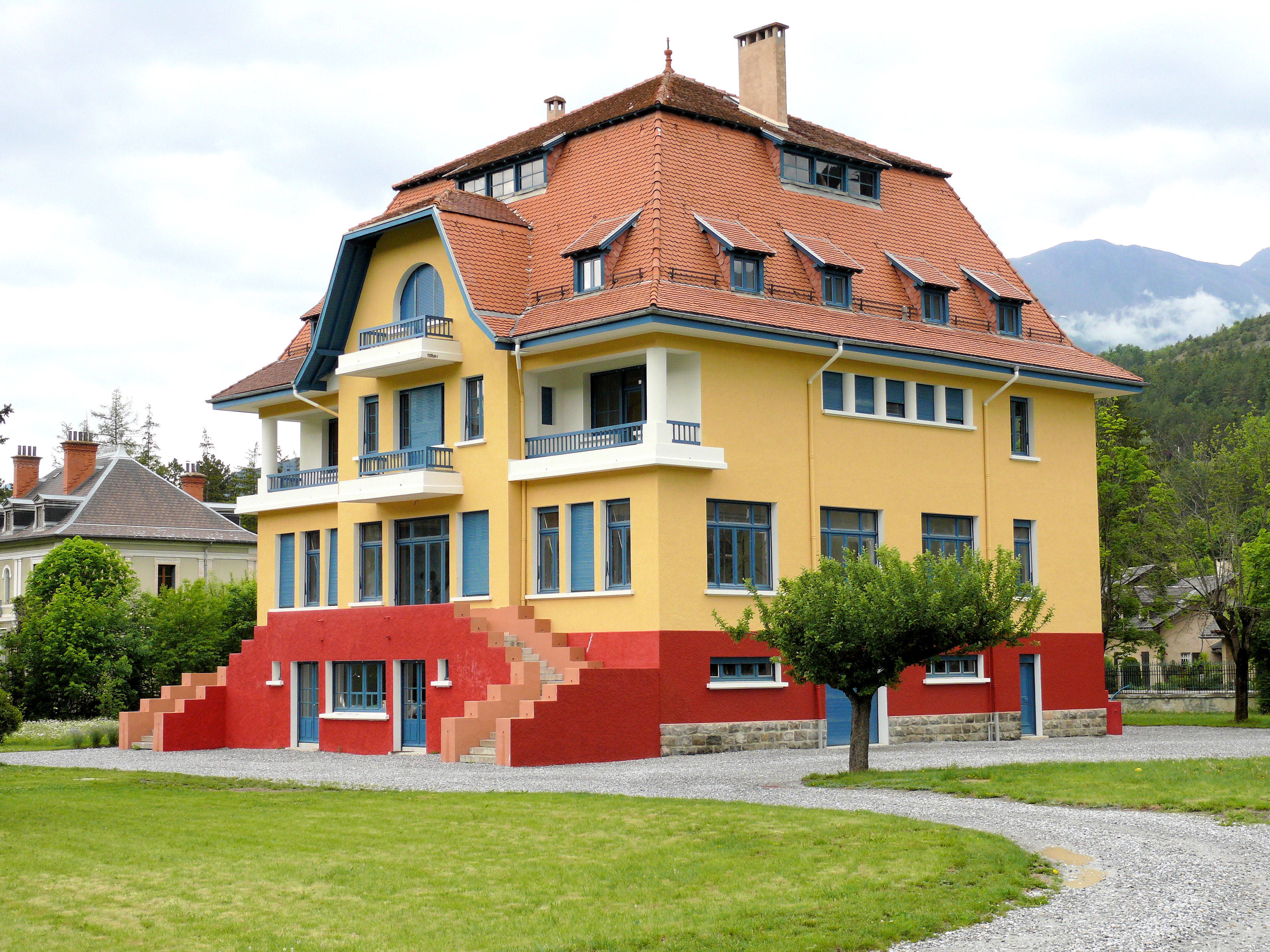
蓝房
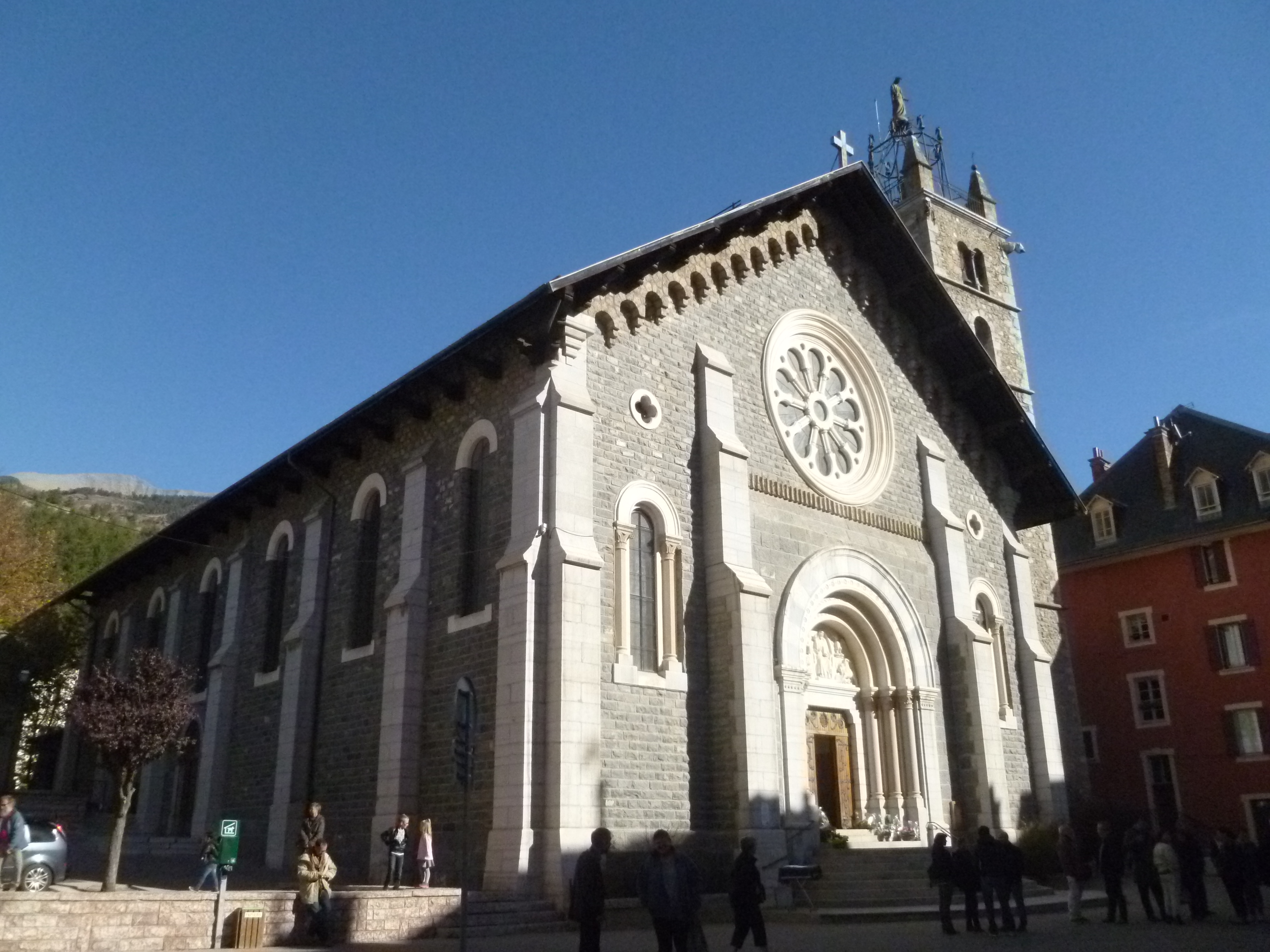
圣伯多禄教堂
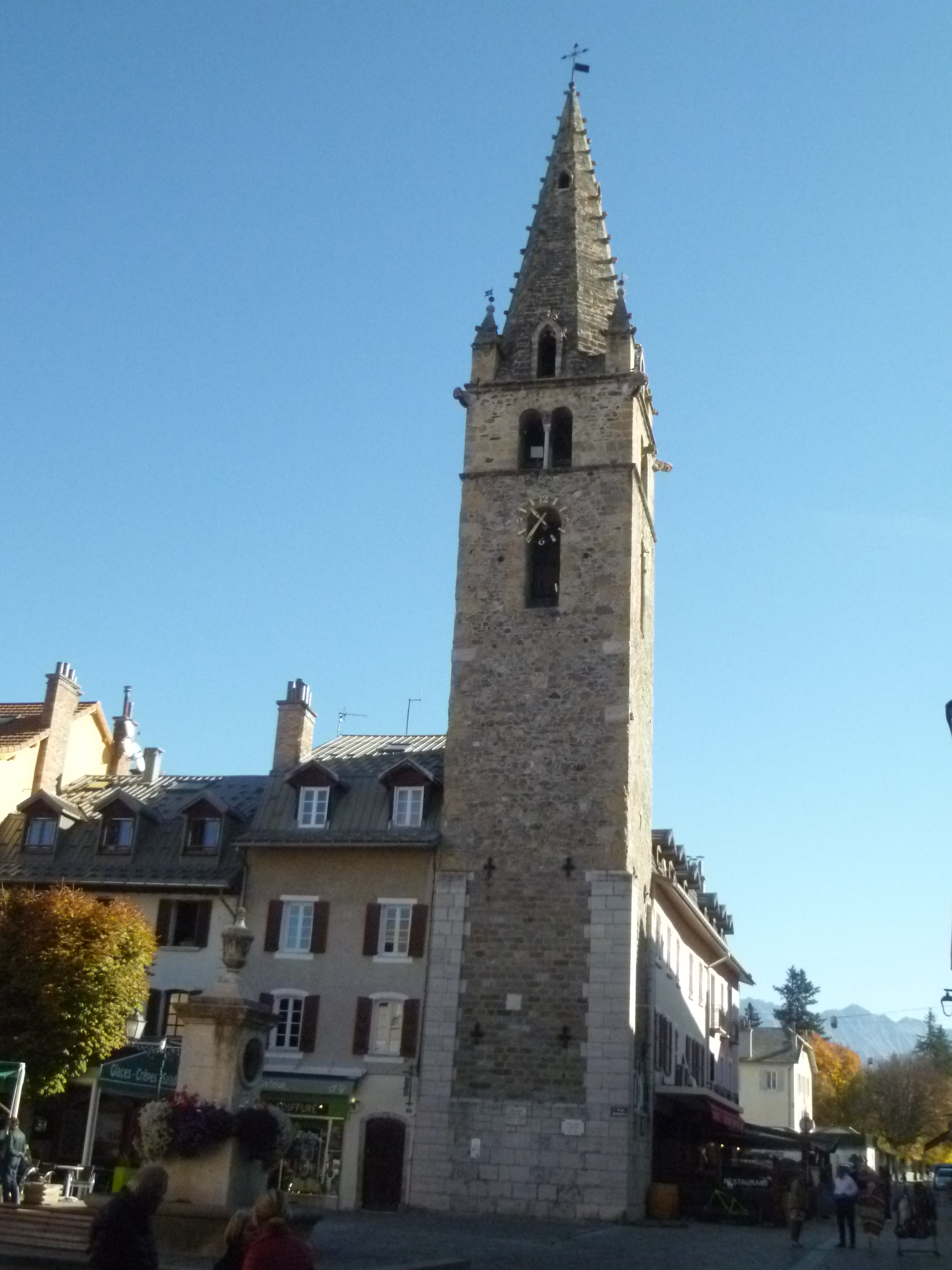
卡尔迪纳利斯塔（法语：Tour Cardinalis）
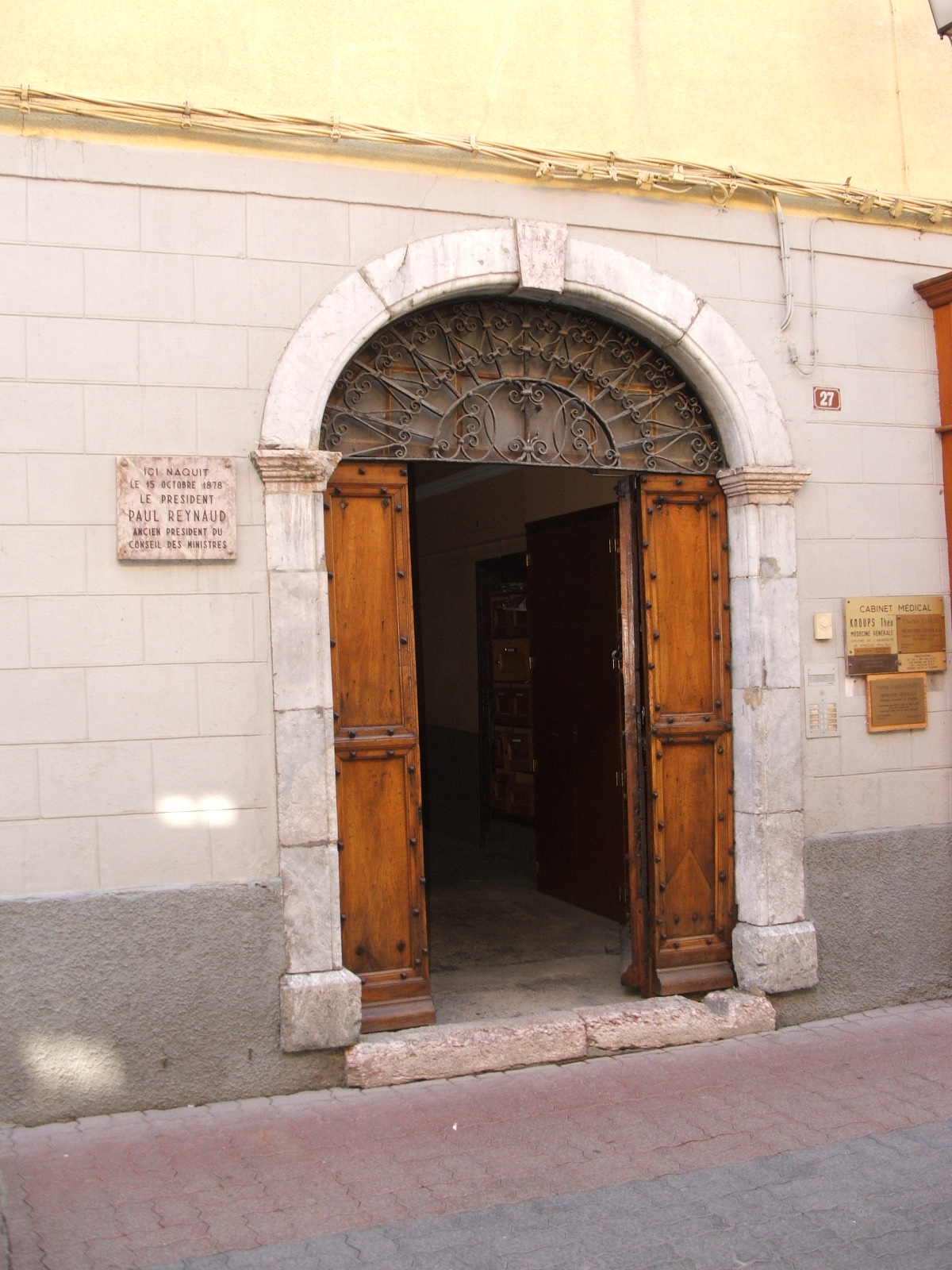
保罗·雷诺故居
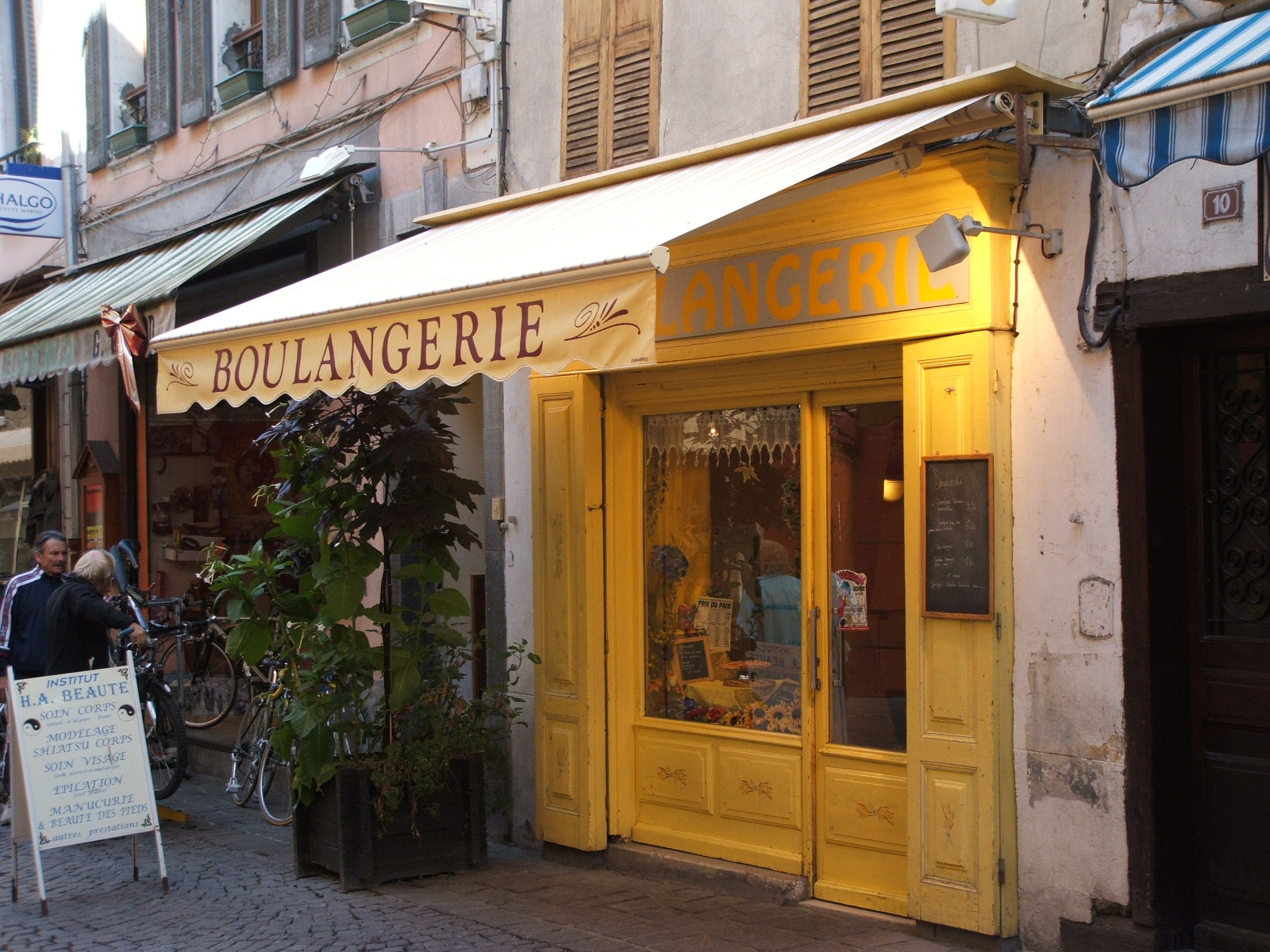
镇中心的面包房
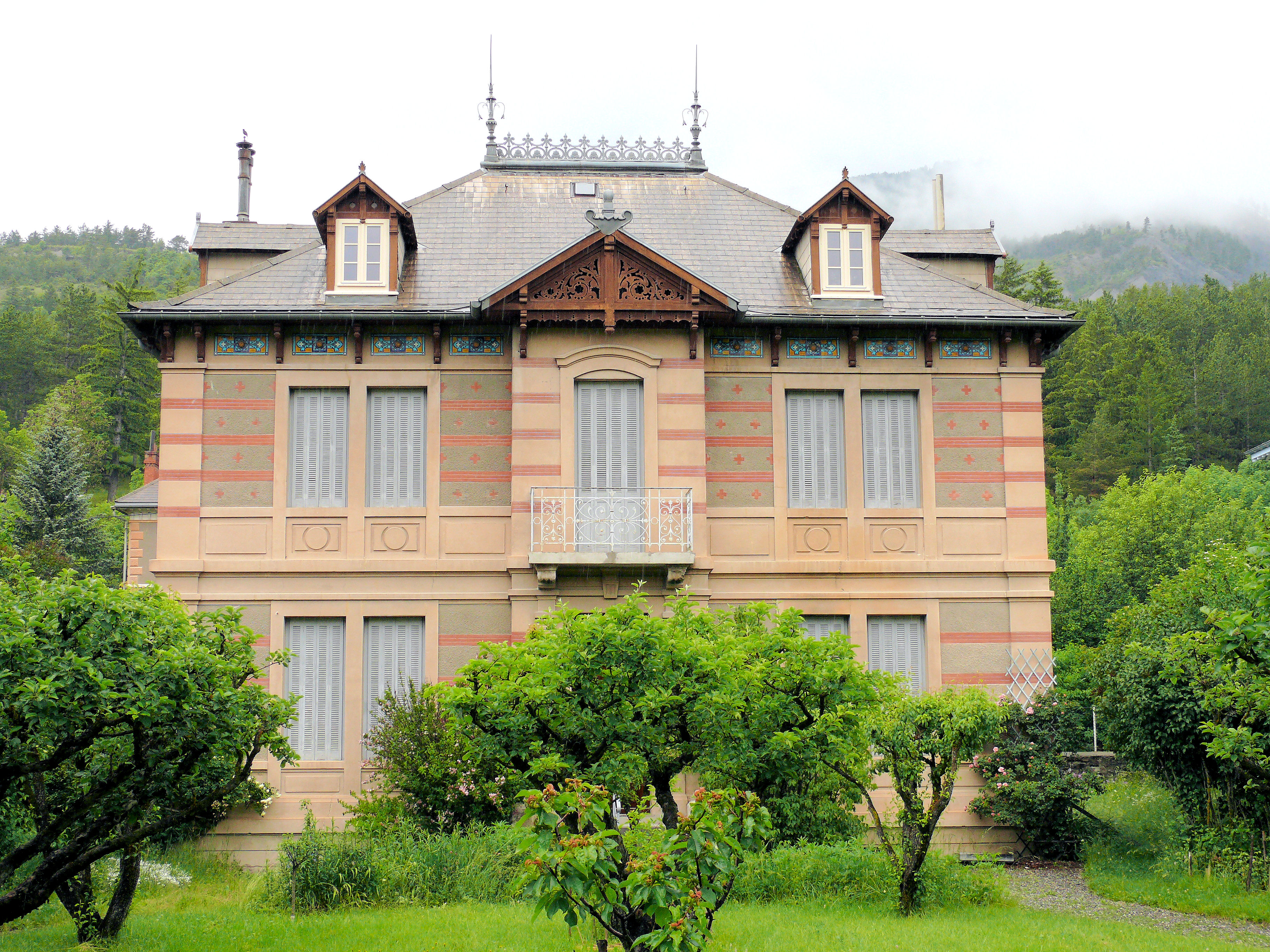
一处庄园
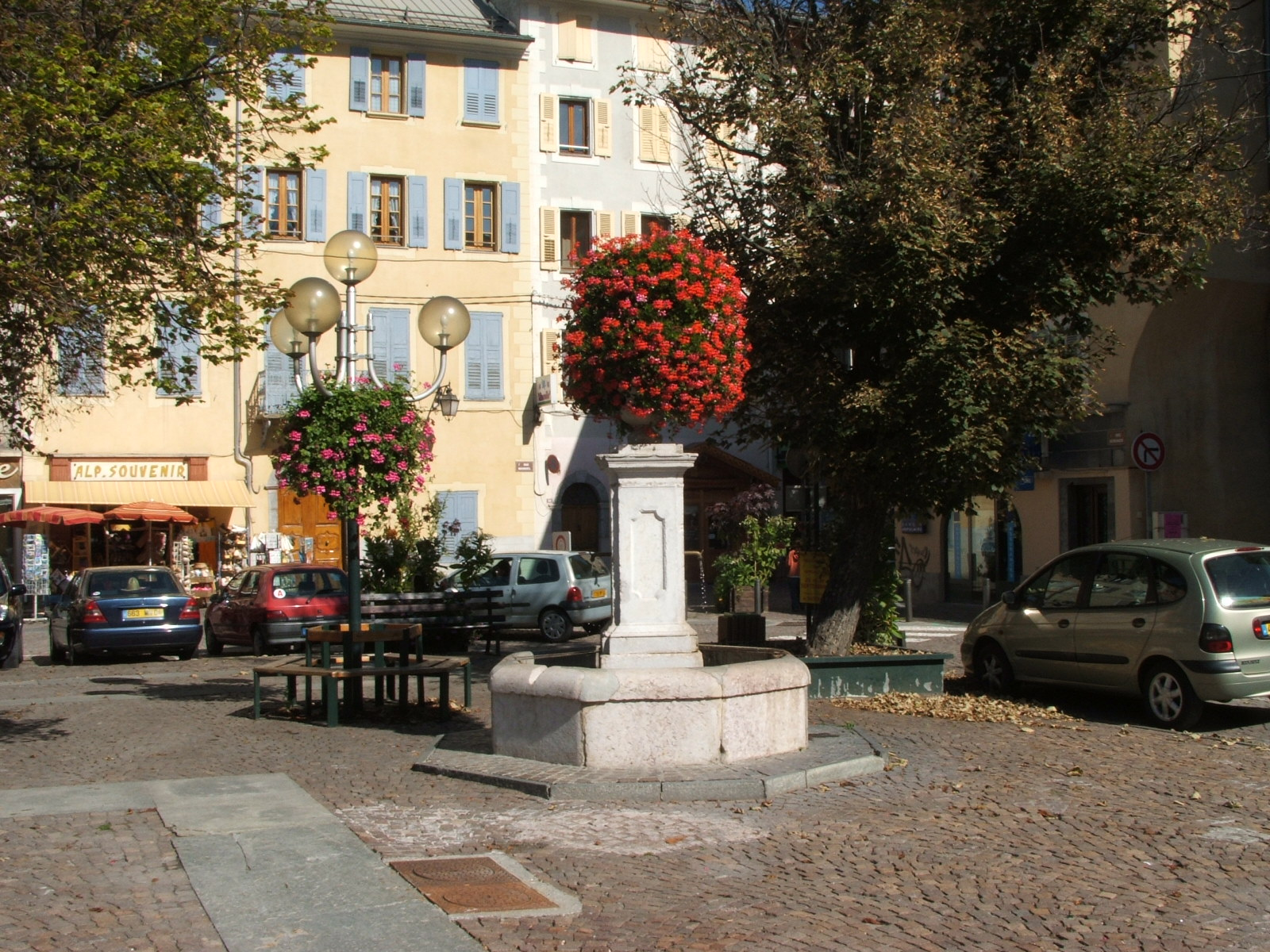
街头喷泉

### 旅游
巴瑟洛内特的旅游事务由其所属的于拜-塞尔蓬松谷市镇公共社区负责。2022年，巴瑟洛内特境内共有5家酒店共计95间房间；另有2个露营地，可容纳共135辆露营车。

### 媒体
法国主要的媒体均可在巴瑟洛内特接收，法国电视三台下属的普罗旺斯-阿尔卑斯-蔚蓝海岸大区频道在部分时段播出巴瑟洛内特所属区域的地方新闻。BFM电视台南阿尔卑斯频道、Zinzine广播、《马赛曲日报》、《普罗旺斯报》等是当地主要的地方性媒体。

## 相关人物
法国前总理保罗·雷诺出生于巴瑟洛内特，法国物理学家皮埃尔-吉勒·德热纳曾长期在巴瑟洛内特生活。

## 友好城市
截至2022年10月，巴瑟洛内特共与一座城市互为友好城市关系：
- 墨西哥 Valle de Bravo